# Hilarographa swederiana
Hilarographa swederiana es una especie de polilla de la familia Tortricidae.
Fue descrita científicamente por Stoll, in Cramer en 1791.